# Sede titolare di Torone
Torone (in latino: Toronensis) è una sede titolare soppressa della Chiesa cattolica.

## Storia
Nel Settecento la Santa Sede istituì il titolo Toronensis, in riferimento alla città greca di Toroni, nella Calcidica, sede di una presunta diocesi suffraganea dell'arcidiocesi di Tessalonica. Tuttavia nessuna Notitia Episcopatuum del patriarcato di Costantinopoli menziona questa diocesi e nessuno dei suoi vescovi è conosciuto.
Nell'Index sedium titularium del 1933 la sede non compare più, definitivamente soppressa con la morte del suo ultimo titolare nel 1941.

## Cronotassi dei vescovi titolari
- Franciszek Kanigowski † (11 novembre 1740 - 27 maggio 1759 deceduto)
- Marcin Chyczewski † (30 marzo 1789 - 23 giugno 1796 deceduto)
- Orazio Bettacchini, C.O. † (6 maggio 1845 - 26 luglio 1857 deceduto)
- James Etheridge, S.I. † (6 luglio 1858 - 31 dicembre 1877 deceduto)
- François-Mathurin Guichard, M.E.P. † (1º ottobre 1884 - 21 ottobre 1913 deceduto)
- Isidro Carrillo y Salazar † (11 dicembre 1913 - 24 dicembre 1924 nominato vescovo di Matagalpa)
- Pierre Patau † (1º maggio 1925 - 6 marzo 1941 deceduto)